# Tannaz
Tannaz was een Nederlands radioprogramma van de EO op NPO 3FM. Het werd van april 2017 tot december 2019 elke vrijdagnacht tussen 4:00 en 6:00 uur uitgezonden.